# Мария-Элена
Мария-Элена (порт. Maria Helena) — муниципалитет в Бразилии, входит в штат Парана. Составная часть мезорегиона Северо-запад штата Парана. Находится в составе крупной городской агломерации. Входит в экономико-статистический микрорегион Умуарама. Население составляет 6012 человек на 2007 год. Занимает площадь 486,234 км². Плотность населения — 10,0 чел./км².

## Статистика
- Валовой внутренний продукт на 2003 год составляет 31 735 289,00 реалов (данные: Бразильский институт географии и статистики).
- Валовой внутренний продукт на душу населения на 2003 год составляет 5705,73 реалов (данные: Бразильский институт географии и статистики).
- Индекс развития человеческого потенциала на 2000 год составляет 0,707 (данные: Программа развития ООН).